# فيكتوريا ميليتا أميرة ساكس كوبورج وغوتا
الأميرة فيكتوريا مليتا ساكس كوبورج وغوتا وادنبره (بالإنجليزية: Victoria Feodorovna)‏ (25 نوفمبر 1876 - 2 مارس 1936)، حاصلة على وسام فيكتوريا وألبرت الملكي، ووسام التاج الهندي والصليب الأحمر الملكي، وسميت لاحقًا الدوقة الكبرى فيكتوريا فيودوروفنا (25 نوفمبر 1876- 2 مارس 1936) كانت الطفل الثالث والابنة الثانية لألفريد، دوق ساكس-كوبورغ وغوتا، والدوقة الكبرى ماريا ألكسندروفنا من روسيا. كانت حفيدة ملكة بريطانيا فيكتوريا وأيضًا حفيدة إمبراطور روسيا ألكسندر الثاني.
ولدت فيكتوريا أميرة بريطانية، وأمضت بداية حياتها في إنجلترا وعاشت ثلاث سنوات في مالطا، حيث كان يعمل والدها في الأسطول البحري الملكي. انتقلت العائلة في عام 1889 إلى كوبورغ، حيث أصبح والد فيكتوريا الدوق الحاكم في عام 1893. وقعت فيكتوريا في مراهقتها في حب ابن خالها الدوق الأكبر كيريلي فلاديميروفيتش من روسيا (ابن أخ والدتها الدوق الأكبر فلاديمير ألكسندروفيتش من روسيا)، لكن دينه الأرثودوكسي المسيحي عارض الزواج بين أولاد العم أو الخال من الدرجة الأولى. رضوخًا لضغط العائلة، تزوجت ابن عمها من جهة والدها إيرنست لويس، دوق هيس والراين الأكبر في عام 1894، بناء على رغبة جدتهما الملكة فيكتوريا. فشل الزواج- سببت فيكتوريا ميليتا فضيحة للعائلات الملكية في أوروبا عندما طلقت زوجها في عام 1901. توفيت الطفلة الوحيدة للثنائي، إليزابيث أميرة هيسن والراين، متأثرة بحمى التيفوئيد في عام 1903.
تزوجت فيكتوريا الدوق الأكبر كيريلي فلاديميروفيتش في عام 1905. تزوجا بدون الموافقة الرسمية للملك البريطاني إدوارد السابع (كما كان يتطلب قانون الزواج الملكي 1772)، وتحديًا لإمبراطور روسيا نيكولاس الثاني. ردًا على ذلك، جرد القيصر كيريلي من مناصبه وأوسمته، ونفى الثنائي في البداية خارج روسيا. أنجبا ابنتين واستقرا في باريس قبل أن يسمح لهما بزيارة روسيا في عام 1909. انتقلا إلى روسيا في عام 1910، حيث اعترف نيكولاس أن فيكتوريا ميليتا هي الدوقة الكبرى فيكتوريا فيودوروفنا. هربوا إلى فنلندا بعد سقوط النظام الملكي الروسي في عام 1917 (كانت ما تزال حينها جزءًا من الجمهورية الروسية) حيث ولدت ابنها الوحيد في أغسطس عام 1917. عاشوا في المنفى عدة سنوات بين أقربائها في ألمانيا، وفي عقار اشتروه في سانت برياك في بريتاني منذ أواخر عشرينيات القرن العشرين. أعلن كيريلي نفسه إمبراطورًا لروسيا في المنفى عام 1926، وأيدت فيكتوريا ادعاءات زوجها. توفيت فيكتوريا بعد إصابتها بجلطة أثناء زيارتها لابنتها ماريا في أمورباش (فرانكونيا السفلى).

## بداية حياتها
ولدت فيكتوريا بتاريخ 25 نوفمبر عام 1876 في قصر سان أنطون في أتارد، مالطا، ومن هنا جاء اسمها الثاني ميليتا. والدها هو الأمير ألفريد، الذي تم تعيينه على الجزيرة كضابط في البحرية الملكية، وهو دوق إدنبرة والابن الثاني للملكة فيكتوريا. والدتها هي الدوقة الكبرى ماريا ألكسندروفنا، الابنة الوحيدة الباقية لألكسندر الثاني من روسيا وماري من هيس.
بصفتها حفيدة الملك البريطاني، تقلدت لقب صاحبة السمو الملكي الأميرة فيكتوريا أميرة إدنبرة. كان تعرف دائمًا ضمن عائلتها باسم «داكي». كانت عند ولادتها في الترتيب العاشر لخط خلافة العرش البريطاني. تعمدت الأميرة بتاريخ 1 يناير 1877 في قصر سان أنطون على يد قسيس البحرية الملكية. كان من بين عرابيها الملكة فيكتوريا جدتها من جهة والدها، التي تم تمثيلها بالوكالة.
عادوا إلى إنجلترا، بعد نهاية خدمة الدوق في مالطا، حيث عاشت العائلة في السنوات القليلة اللاحقة. قسموا وقتهم بين إيستويل بارك، موطنهم الأم في كينت، وكلارينس هاوس، قصر إقامتهم في لندن والمواجه لقصر بكنغهام. يعد إيستويل عقارًا كبيرًا مؤلفًا من 2500 فدان بالقرب من آشفورد، وكانت غابته ومنتزهه المكان المفضل للأطفال. في يناير عام 1886، بعد فترة وجيزة من بلوغ الأميرة فيكتوريا التاسعة من عمرها، غادرت العائلة إنجلترا عندما تم تعيين والدها قائدًا أعلى لأسطول البحر الأبيض المتوسط، الواقع في مالطا. عاشت العائلة على مدى السنوات الثلاث التالية في قصر سان أنطون في مالطا، مسقط رأس فيكتوريا.

لم يكن زواج والديها سعيدًا. كان الدوق قليل الكلام، وغير مخلصٍ، ومنكبًا على الشرب ومنفصلًا عاطفيًا عن عائلته. كانت والدة فيكتوريا ذات عقلية مستقلة ومثقفة. على الرغم من أنها كانت غير عاطفية وصارمة، فقد كانت الدوقة أمًا مخلصة وأهم شخص في حياة أطفالها. كانت فيكتوريا ذات مزاج صعب في طفولتها. كانت خجولة وجادة وحساسة. من وجهة نظر شقيقتها ماري: «غالبًا ما كان يُساء فهم هذه الطفلة الشغوفة». كانت الأميرة فيكتوريا ميليتا موهوبة بالرسم وتعلمت العزف على البيانو. كانت مقربة بشكل خاص من ماري. بقيت الشقيقتان مقربتين جدًا من بعضهما خلال حياتهما. كانتا مختلفتين بالمظهر والشخصية. كانت فيكتوريا سمراء ومزاجية في حين كانت ماري شقراء وهادئة. رغم أن فيكتوريا كانت أصغر من ماري بعام، لكنها كانت أطول منها وكانت تبدو أكبر سنًا.